# Grümelscheid
Grümelscheid (Luxemburgs: Grëmmelescht) is een plaats in de gemeente Winseler en het kanton Wiltz in Luxemburg.
Grümelscheid telt 61 inwoners (2001).